# André Belmans
André Julien Marie Albert Belmans (Sint-Gillis, 12 augustus 1915 - Brussel, 22 juni 2008) was een Belgisch notaris. Hij was lid van Verdinaso, maar was later bij federalistische initiatieven betrokken.

## Biografie
André Belmans studeerde rechten en notariaat aan de Université libre de Bruxelles en de Katholieke Universiteit Leuven, waar hij een doctoraat in de rechten (1937) en licentie in de koloniale wetenschappen (1940) behaalde. Beroepshalve werd hij notarisklerk in Antwerpen, vervolgens notaris in Anderlecht.

### Verdinaso
Tijdens zijn studies in Brussel was hij hoofdredacteur van het Belgisch-nationalistische en antiparlementaire studententijdschrift A Nous! Journal interuniversitaire national-corporatif. In 1935 werd hij lid van de studentenafdeling van het Verdinaso. Hij werd lid van de Dinaso Militanten Orde (DMO) en later afdelingsleider voor Brussel en schreef bijdragen voor Hier Dinaso! en L'Ordre thiois. Tijdens de Tweede Wereldoorlog was hij lid van de Joris Van Severen Orde van Louis Gueuning.
Ook na de oorlog bleef Belmans betrokken bij Gueunings initiatieven. Hij publiceerde in 1945 een biografie van Joris Van Severen en in 1946 In de leer bij Joris Van Severen, een selectie en herschrijving van diens teksten uit de periode 1923-1940. Hij schreef ook de inleiding van Gueunings' Joris Van Severen. Vader des vaderlands (1948) en leverde bijdragen voor L'Actualité politique (1945-1949) en de jeugdbladen Het Gulden Vlies (1948-1949) en Het Voorste Vendel (1950-1951).
Zijn ouders waren afkomstig uit Balen in de Kempen. Belmans speelde een voorname rol in diverse Kempische organisaties. In 1952 protesteerde hij met het Kempisch Actiecomité voor Vrijheid en Orde tegen de komst van Britse legerbasissen in de Kempen. In 1953 was hij medestichter van de Stichting voor de Kempen en in 1959 van het Ekonomisch Komitee voor de Kempen. Hij was secretaris en later voorzitter van de Stichting voor de Kempen en vanaf 1971 voorzitter van het Ekonomisch Komitee voor de Kempen.

### Federalisme
Belmans brak met Gueuning en richtte in 1965 de werkgroep E Diversitate Unitas op. Hij was er voorzitter van en publiceerde vanaf 1972 het tijdschrift De Federalist, dat een provinciaal federalisme bepleitte in plaats van het Vlaams-Waals federalisme en streefde naar het herstel van de Zeventien Provinciën.
In de jaren 1970 en 1980 werkte hij mee aan diverse studiecentra voor institutionele hervormingen, onder meer het in 1975 opgerichte Studiecentrum voor Politieke Hervormingen (onder het voorzitterschap van Omer Vanaudenhove), het in 1982 opgerichte Studiecentrum Politieke Instellingen (onder het voorzitterschap van Robert Houben) en de in 1984 opgerichte Coudenberggroep, een federalistische denktank. Binnen deze organisaties pleitte hij tegen het drieledige Belgische federalisme en de Europese integratie, maar voor de versterking en uitbouw van de Benelux.